# Vibrissomyia bicolor
Vibrissomyia bicolor är en tvåvingeart som beskrevs av Townsend 1912. Vibrissomyia bicolor ingår i släktet Vibrissomyia och familjen parasitflugor.
Artens utbredningsområde är Peru. Inga underarter finns listade i Catalogue of Life.